# Galerijní zahrada
Galerijní zahrada, slovensky Galerijná záhrada, je městský park/zahrada vedle budovy Liptovské galerie Petra Michala Bohúňa v centru města Liptovský Mikuláš v okrese Liptovský Mikuláš v údolí Liptovská kotlina v Žilinském kraji na Slovensku.

## Další informace
Galerijní zahradě je klidné místo v okolním ruchu města. Vznikla v roce 2015, je udržovaná, oplocená a jsou zde vysazeny jehličnaté, listnaté a ovocné stromy. Nechybí ani louka, posezení, knihobudka a dětské hřiště s netradičními dětskými a umělecky ztvárněnými dřevěnými prolézačkami a houpačkami, které jsou ve tvaru soustavy pootočených obdélníkových rámů obrazů. Zvláště zajímavý je dětský tunel, který z pootočených rámů vytváří dojem šroubovice a vhodně tak symbolicky navazuje na vystavované obrazy v galerii. Autorem tohoto dětského hřiště je výtvarník Michal Hanula a dílo tak vhodně doplňuje sousední galerii. Na některých lavičkách jsou umístěny „ukryté“ podpisy zakladatelů blízké galerie, kterými jsou zejména umělci z regionu Liptova. Záchody jsou zdarma přístupné v galerii v době jejich otvíracích hodin. Galerijní zahrada je volně přístupná a na noc se zavírá.

## Galerie

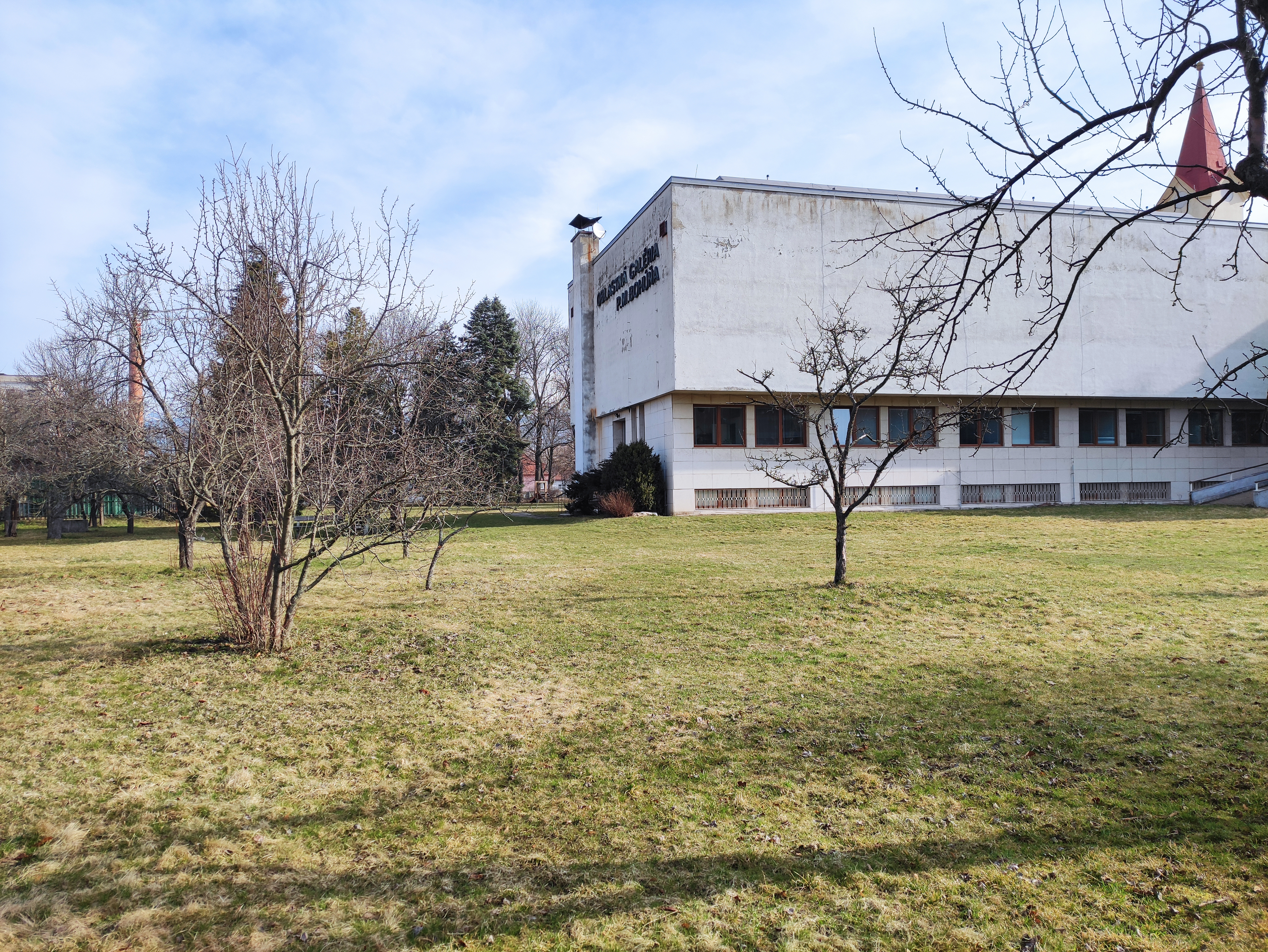
Mladé stromy v zahradě
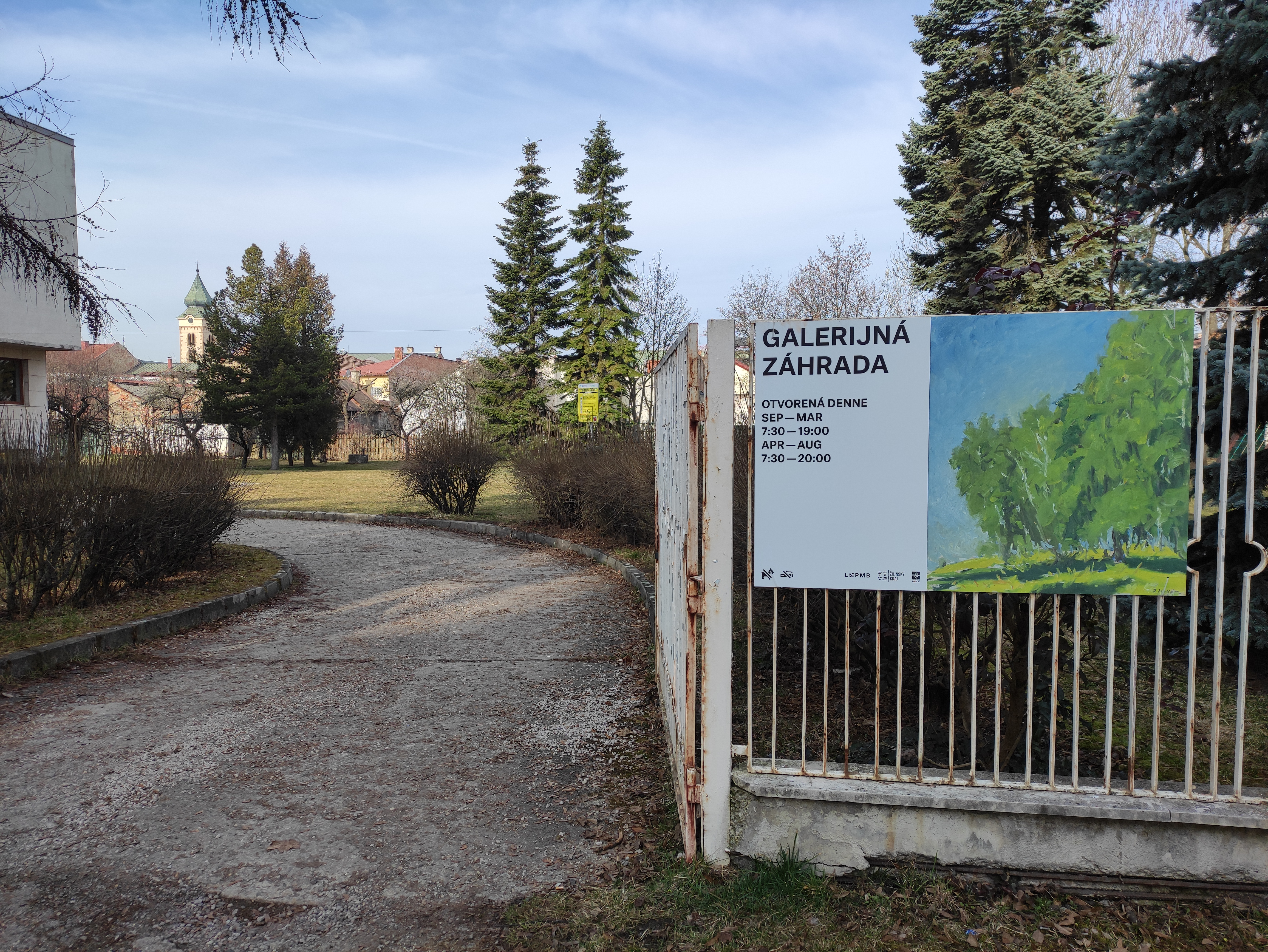
Informační panel na plotě zahrady